# Structurae
 Structurae  és una base de dades en línia sobre obres d'enginyeria de tota classe, des de ponts fins a gratacels passant per torres de telecomunicacions. L'octubre de 2009 tenia 47.000 fitxes, més de 100.000 pàgines i el nombre d'imatges era de 140.000.
També hi ha entrades sobre empreses, ens públics i organitzacions, així com persones (enginyers, arquitectes o constructors).
Structurae es nodreix de la informació i fotografies que aporten centenars de voluntaris, idealment, i en la majoria dels casos, acompanyats de referències bibliogràfiques per satisfer els estàndards acadèmics.
Nicolas Janberg (1973), empresari i enginyer de construcció francoalemany va ser el fundador del lloc el 1998 després de crear un projecte similar com a ajudant en l'assignatura  Civil Engineering  (Enginyeria Civil) a la Universitat de Princeton.
El lloc disposa de versions en tres idiomes, anglès, alemany i francès i es finança gràcies als banners publicitaris així com entrades exclusives per a empreses. Funciona sota ColdFusion, mentre que la base de dades utilitzada és MySQL.
Structurae es basa, pel que fa a l'estructura de les dades, en el projecte arquitectònic archINFORM, un projecte pioner en el registre i reproducció de dades sobre edificis.